# 慈祥
慈祥（？年—？年），成都駐防滿洲鑲白旗人。道光十二年壬辰恩科中式四川鄉試第四十五名舉人，道光三十年（1850年）庚戌科繙譯進士，官戶部主事。